# Teinostoma bibbianum
Teinostoma bibbianum är en snäckart som beskrevs av Dall 1919. Teinostoma bibbianum ingår i släktet Teinostoma och familjen Vitrinellidae. Inga underarter finns listade i Catalogue of Life.